# 片手ずつと両手のための3つの大練習曲
片手ずつと両手のための3つの大練習曲（かたてずつとりょうてのためのみっつつのだいれんしゅうきょく、原題は3つの大練習曲 (3 Grande Etude)）作品76は、フランスの作曲家、シャルル＝ヴァランタン・アルカンが作曲した全3曲からなる練習曲集。

## 概要
作品番号はop.76と最晩年の出版となっているが、実際には比較的初期の作品（1838年から1840年頃）であり、アルカンが音楽性や表現力を追求した晩年の作品とは対照的に演奏は困難できわめて技巧的である。
当時のヨーロッパのピアノ教育の特徴として、「左右の手の指をそれぞれ独立させ互いに強化させる」と言った練習法や教育が流行した。
これは当時の多くの作曲家が残した演奏困難な楽曲を演奏する上で必要なものとされていた。
しかし、同時代の作曲家で、「左右の手と両手による」と言った類の最も効率のよい作品を書いたのは少なくともアルカン以外知られていない。

## 作品
この曲集はそれぞれ「左手のための」「右手のための」「両手ユニゾンのための」といった題名がついており、その名の通り、1曲目は左手独奏、2曲目は右手独奏、3曲目は両手によるユニゾン、という構成になっている。以下、それぞれ1曲目から解説する。
第1番「左手のための変イ調の幻想曲」
Largamente-Gravemente-Vivamente、変イ長調。

左手の独奏曲としては演奏時間が圧倒的に長く、9 - 10分前後の演奏時間を要する。また、高速なトレモロや大きな飛躍、重圧な和音など様々な技巧を要求する曲となっている。しかし、3曲中の中でも比較的演奏は容易で単独で演奏される機会は少なからず存在する。
第2番「右手のための序奏と変奏、フィナーレ」
Largamente、ニ長調。

こちらも右手の独奏曲としては演奏時間が非常に長く、14 - 15分以上の演奏時間を要する。題名には[変奏と書かれてあるが、実際には変奏番号などは無く、主題が複数の形式によって繰り返される。3曲中最も譜読みが困難であり、右手だけとは思えないほど音符の量が多い。
またこの曲は、そもそも右手独奏という曲があまり存在しないためか、演奏される機会は非常に稀である。また、反復記号が多いため、演奏においてその部分が省略されることが多い。
第3番「両手のためのユニゾン」
Presto、ハ短調。

曲名の通り、曲が終始ユニゾンで進行していく。3曲中で最も有名であり、単独で演奏される機会が多い。左手と右手が全く同じ動きをするため、譜読みは然程困難ではないが、技術的に難しい箇所は多々あり、一定のリズムと音量で演奏するのはそれなりの技術と体力を要する。

## 演奏
一般的にアムランの演奏が最も有名だが、全曲録音者ではローラン・マルタンや、ロナルド・スミスなどのものがある。
アルカン作品の中では比較的有名だが、コンサートやリサイタルなどの演奏会での演奏や、録音などは到底多いとは言えず、まだまだ再評価の余地はある。